# Поясні бляхи

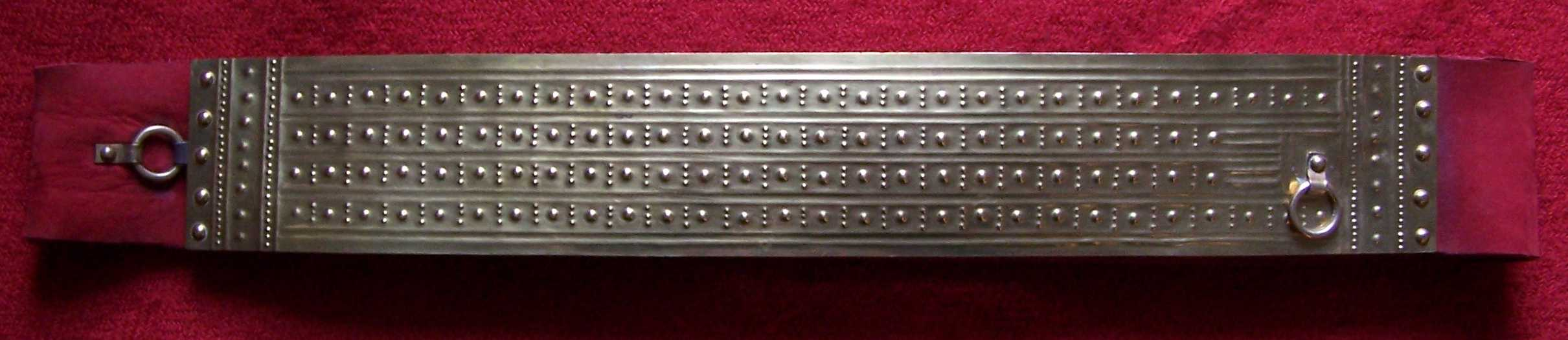
Поясна бляха (реплікат) з могильника жінки 11 в Гіршландені, (Баден-Вюртемберг, Німеччина) 6 ст. до р.х. Роботи S. Jaroschinski

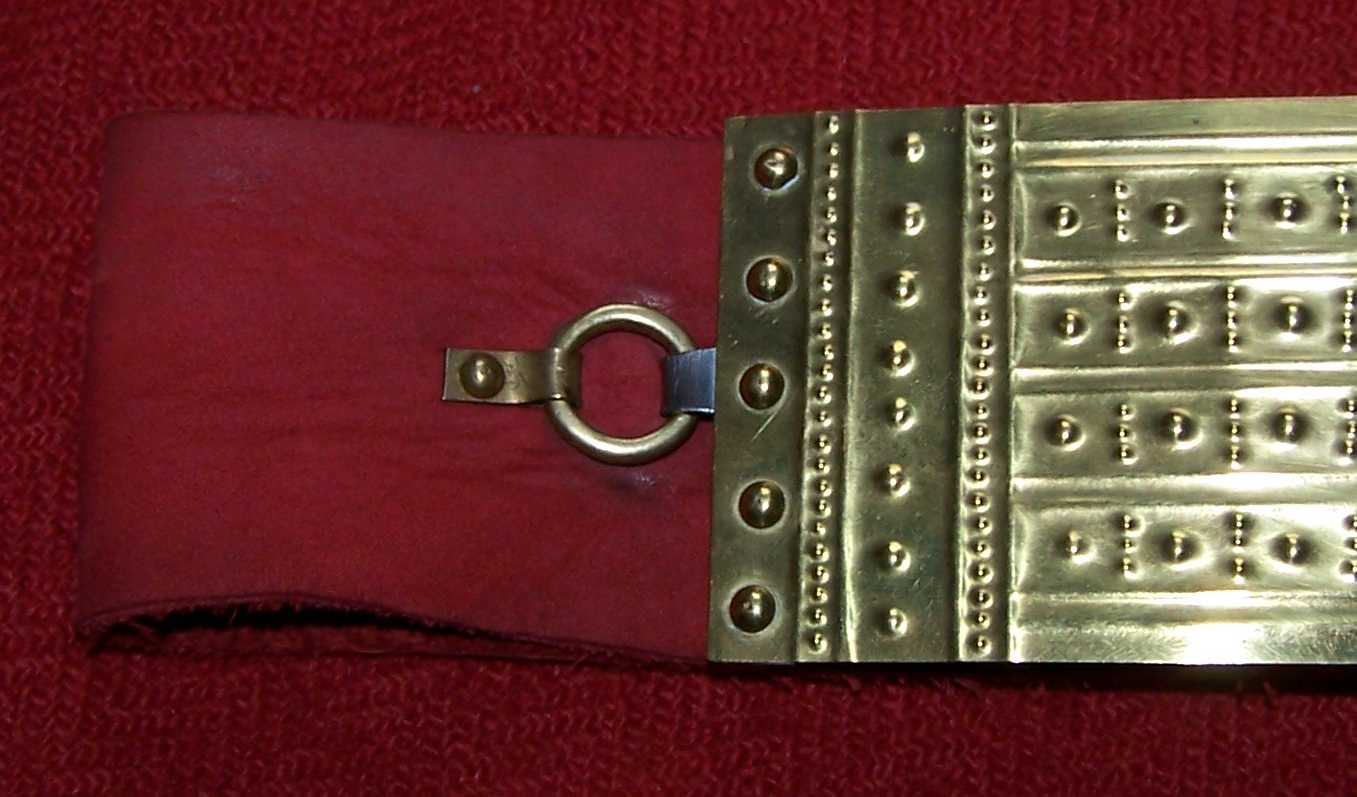
Кільце-замок поясної бляхи.

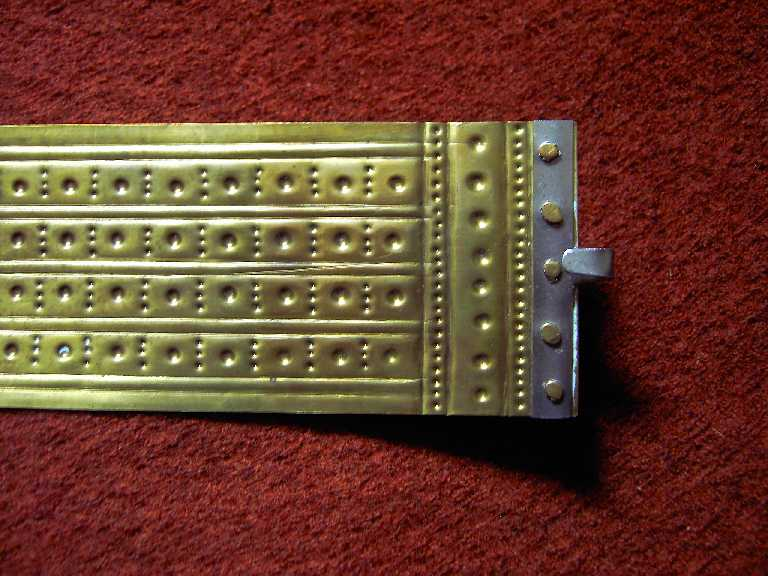
Інший кінець поясної бляхи з залізним замком-гаком.

Поясна бляха — термін на позначення довгастих, найчастіше прямокутних, залізних та бронзових блях галльштаттської культури, що кріпляться на шкіряному поясі та слугують замком, маючи з одного боку гачок та кільце з іншого.
Бляхи мали декоративний орнамент їх носили як чоловіки так і жінки.